# Михаил (Кудрявцев)
Епи́скоп Михаи́л (в миру Михаи́л Рафаи́лович Кудря́вцев; 27 июля 1860, Нижний Новгород — 7 августа 1929, Нижний Новгород) — епископ Русской православной церкви, епископ Арзамасский, викарий Нижегородской епархии.

## Биография
Родился в семье священника.
В 1875 году окончил Нижегородское духовное училище. В 1881 году окончил Нижегородскую духовную семинарию по первому разряду. В 1885 году окончил Санкт-Петербургскую духовную академию со степенью кандидата богословия.
Обвенчан с Феодосией Хрисанфовной. 16 февраля 1886 года епископом Модестом (Стрельбицким) рукоположён в сан священника и назначен на приход Сретенской церкви Нижнего Новгорода, законоучитель в губернской гимназии.
Через семь месяцев после рукоположения награждён набедренником. Через год получил благодарность от епархиального начальства «за неусыпную деятельность в постановке церковно-учительской школы и за личную заботу при строительстве дома для приходской школы». На Пасху 1889 года получил официальное благословение от Святейшего Синода «в воздаяние усердного пастырского служения». Спустя год был награждён фиолетовой бархатной скуфьёй. 20 января 1894 года указом Духовной консистории «изъявлена ему Архипастырская благодарность за понесенные безвозмездные труды по устройству ремесленной школы», а Святейший Синод за эти труды наградил его камилавкой. В 1897 году награждён синодальным золотым наперсным крестом. 6 мая 1900 года «за заслуги по Духовному ведомству» награждён саном протоиерея.
Председатель совета епархиального женского училища (1890), благочинный храмов 1-го округа (1898), затем всех приходских в городе, законоучитель в Мариинской женской гимназии (1900).
В 1900 году по личному прошению переведён в Вознесенскую церковь Нижнего Новгорода, где прежде служил его отец. В этом храме служил в течение последующих двадцати лет.
Гласный Нижегородской земской управы (1900), председатель (1902) и товарищ председателя (1911) епархиальных съездов.
В 1906 году овдовел. Дети: Александра, Зинаида, Всеволод, Сергей.
Кроме вышеназванных наград, был удостоен ордена святой Анны 3-й и 2-й степеней, а также орденом святого Владимира 4-й (1911) и 3-й (1916) степени.
Член Поместного Собора Православной Российской Церкви 1917—1918 годов по избранию от Нижегородской епархии, как заместитель прот. П. Г. Политковского, участвовал во 2-3-й сессиях.
В 1918 году член епархиального совета. Указом Священного Синода от 11 (24) апреля 1918 в Нижнем Новгороде были назначены выборы на кафедру правящего архиерея. Был одним из 29 кандидатов на этих выборах. В результате на Нижегородскую кафедру был избран митрополит Тифлисский Кирилл (Смирнов).
В феврале 1920 года пострижен в монашество с именем Михаил, возведён в сан архимандрита и хиротонисан во епископа Арзамасского, викария Нижегородской епархии.
19 июня 1922 года признал обновленческое ВЦУ. 30 июля 1923 года принес покаяние Патриарху Тихону.
Послал вопрос Патриарху Тихону о времени перехода на новый стиль, на что Патриарх 13 октября 1923 года написал: «4 октября, после Покрова — П. Т.», однако вскоре Патриарх Тихон отказался от нового стиля.
Активно боролся с обновленческим расколом. Целые приходы соседних епископий и благочиний переходили под окормление епископа Михаила.
В 1928 году почислен на покой.
Скончался 7 августа 1929 года. Похоронен на Бугровском кладбище Нижнего Новгорода.